# FK Lyn
FK Lyn (Fotballklubben Lyn) är en fotbollsklubb från Oslo i Norge. Föreningen ingick som elitfotbollsförening i idrottsalliansen Ski- og fotballklubben Lyn bildad 3 mars 1896, tillsammans med Lyn Ski (skidor) och Lyn Fotball (ungdomsfotboll). Elitfotbollsföreningen hette under ett par år FC Lyn Oslo men på föreningens 114-årsdag den tredje mars 2010 antogs nuvarande namn. Herrarna har vunnit det norska seriemästerskapet säsongerna 1964 och 1968 samt vunnit det norska cupmästerskapet 1908, 1909, 1910, 1911, 1945, 1946, 1967 och 1968 och gick till kvartsfinal i Cupvinnarcupen säsongen 1968/1969. Säsongen 2009 slutade Lyn på sista plats i Tippeligan och flyttades ned till näst högsta serien.
Lyn spelade på Ullevaal Stadion 1924-2009. Arenan ägdes ursprungligen helt av Lyn men ägandet har sedan övertagits av det norska fotbollsförbundet. Idag är Ullevaal hemmaarena för det norska landslaget och lokalkonkurrenten Vålerenga. Lyn spelade 2010 sina hemmamatcher på Bislett. Traditionellt sett har Lyn stöttats av Oslos högre samhällsstånd medan större delen av stadens fotbollsintresserade stöttat Vålerenga.
Den 30 juni 2010 gick klubben i konkurs och föreningen tvingades därmed dra sig ur näst högsta serien. Klubben började om lägre ner i seriesystemet och återfinns säsongen 2017 i 3. divisjon (fjärde högsta serienivån).